# Eupelmus brunnella
Eupelmus brunnella är en stekelart som beskrevs av Girault 1915. Eupelmus brunnella ingår i släktet Eupelmus och familjen hoppglanssteklar. Inga underarter finns listade i Catalogue of Life.